# Robertus Rubiyatmoko
Robertus Rubiyatmoko (Sleman, 10 ottobre 1963) è un arcivescovo cattolico indonesiano, dal 18 marzo 2017 arcivescovo metropolita di Semarang.

## Biografia
Monsignor Robertus Rubiyatmoko è nato nella reggenza di Sleman il 10 ottobre 1963 da Stanislaus ed Elizabeth Harjo Partono. Da ragazzo sviluppò i suoi caratteristici baffi. Per l'ordinazione sacerdotale i superiori gli chiesero di radersi ma monsignor Ignatius Suharyo Hardjoatmodjo, in occasione dell'ordinazione episcopale, gli ha detto scherzosamente di tenerli altrimenti nessuno lo avrebbe riconosciuto.

### Formazione e ministero sacerdotale
Nel 1983 è entrato nel seminario "San Pietro Canisio" di Mertoyudan e poi ha compiuto gli studi filosofici e teologici presso la Pontificia facoltà di Yogyakarta.
Il 12 agosto 1992 è stato ordinato presbitero per l'arcidiocesi di Semarang da monsignor Julius Riyadi Darmaatmadja. In seguito è stato vicario parrocchiale della parrocchia di Santa Maria Assunta a Pakem dal 1992 al 1993. Dal 1993 al 1997 ha studiato per conseguire il dottorato in diritto canonico presso la Pontificia Università Gregoriana a Roma risiedendo presso il Pontificio collegio olandese. Tornato in patria è stato docente di diritto canonico nella Pontificia facoltà di teologia "Wedabhakti" a Yogyakarta dal 1998; formatore nel seminario maggiore "San Paolo" di Yogyakarta; vice-preside della Pontificia facoltà di teologia "Wedabhakti" a Yogyakarta dal 2004 al 2011 e vicario giudiziale dell'arcidiocesi di Semarang dal 2011.

### Ministero episcopale
Il 18 marzo 2017 papa Francesco lo ha nominato arcivescovo metropolita di Semarang. Ha ricevuto l'ordinazione episcopale il 19 maggio successivo nel complesso dell'Accademia di polizia "Lapangan Bhayangkara" di Semarang dall'arcivescovo metropolita di Giacarta Ignatius Suharyo Hardjoatmodjo, co-consacranti il vescovo di Bandung Antonius Franciskus Subianto Bunyamin e quello di Malang Henricus Pidyarto Gunawan.
Tra il 30 luglio e il 6 agosto la sua diocesi ha ospitato la 7ª giornata della gioventù asiatica. All'evento hanno partecipato almeno 3 000 giovani cattolici provenienti da 29 paesi dell'Asia.
Nel giugno del 2019 ha compiuto la visita ad limina.
Dal 17 novembre 2022 è secondo vicepresidente della Conferenza episcopale dell'Indonesia. In seno alla stessa è stato vice rappresentante della sua provincia ecclesiastica nel comitato di presidenza e presidente della commissione per i seminari.

## Genealogia episcopale e successione apostolica
La genealogia episcopale è:
- Cardinale Scipione Rebiba
- Cardinale Giulio Antonio Santori
- Cardinale Girolamo Bernerio, O.P.
- Arcivescovo Galeazzo Sanvitale
- Cardinale Ludovico Ludovisi
- Cardinale Luigi Caetani
- Cardinale Ulderico Carpegna
- Cardinale Paluzzo Paluzzi Altieri degli Albertoni
- Papa Benedetto XIII
- Papa Benedetto XIV
- Papa Clemente XIII
- Cardinale Bernardino Giraud
- Cardinale Alessandro Mattei
- Cardinale Pietro Francesco Galleffi
- Cardinale Giacomo Filippo Fransoni
- Cardinale Carlo Sacconi
- Cardinale Edward Henry Howard
- Cardinale Mariano Rampolla del Tindaro
- Cardinale Rafael Merry del Val
- Cardinale Raffaele Scapinelli di Leguigno
- Cardinale Friedrich Gustav Piffl
- Vescovo Michael Memelauer
- Cardinale Franz König
- Arcivescovo Ottavio De Liva
- Cardinale Justinus Darmojuwono
- Cardinale Julius Riyadi Darmaatmadja, S.I.
- Cardinale Ignatius Suharyo Hardjoatmodjo
- Arcivescovo Robertus Rubiyatmoko

La successione apostolica è:
- Vescovo Christophorus Tri Harsono (2018)